# ローマン・クレイン
ローマン・クレイン（Roman Klein、1858年3月31日 - 1924年5月3日）は、ロシアの建築家。
社会主義革命前夜の時代を代表する建築家。作品は技術的な完成度の高さに特徴がある。
モスクワ絵画彫刻建築専門学校と、芸術アカデミーを卒業。ヴェスニン兄弟の長兄レオニード・ヴェスニンやG.パールヒンに師事した。
代表作にプーシキン美術館、ミュール・アンド・メリリス百貨店（現ツム中央百貨店）、トリョフゴールヌィ・ビール工場、などがある。